# Чагарі-Збаразькі
Чагарі́-Збара́зькі — село в Україні, у Збаразькій міській громаді Тернопільського  району Тернопільської області. Розташоване на північному сході району. До 2020 підпорядковане Максимівській сільраді.

## Історія
Перша писемна згадка — 1646.
У дорадянський час діяли «Просвіта» та інші товариства.
Законом Польщі 12 лютого 1926 року присілок «Чагарі-Збаразькі» вилучено з міської гміни (громади) Збараж і утворено самоврядну адміністративну гміну.
1 серпня 1934 р. внаслідок адміністративної реформи Чагарі-Збаразькі включені до новоствореної у Збаразькому повіті об'єднаної сільської гміни Вищі Луб'янки.
У червні 1944 через Чагарі-Збаразькі проходив підрозділ з'єднання С. Ковпака під керівництвом уродженця села А. Будзана.
12 червня 2020 року, відповідно до Розпорядження Кабінету Міністрів України від  № 724-р «Про визначення адміністративних центрів та затвердження територій територіальних громад Тернопільської області», село увійшло до складу Збаразької міської громади.
19 липня 2020 року, в результаті адміністративно-територіальної реформи та ліквідації Збаразького району, село увійшло до складу новоутвореного Тернопільського району.

## Пам'ятки
Є дерев'яна церква святого Юрія, фіґура св. Миколая.
Встановлено пам'ятний хрест на честь скасування панщини, насипано символічну могилу Борцям за волю України (1990).

## Соціальна сфера
Працюють ЗОШ I ступеня, клуб, бібліотека.

## Населення
На 1 січня 1939 року в селі мешкало 730 осіб, з них було 220 українців і 510 поляків. 
У 2007 році в селі проживало 276 осіб.

## Галерея

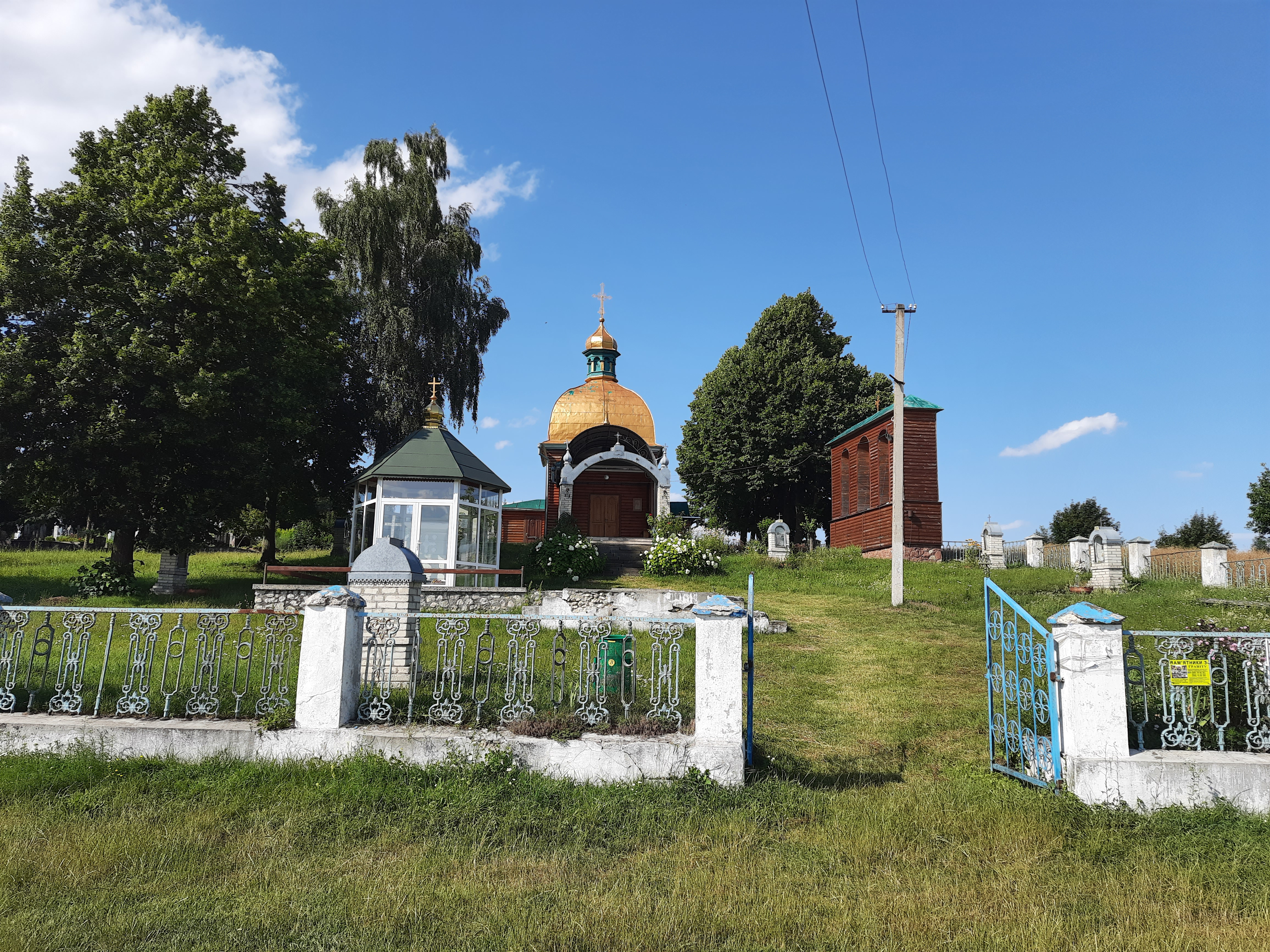
Церква Святого Юрія
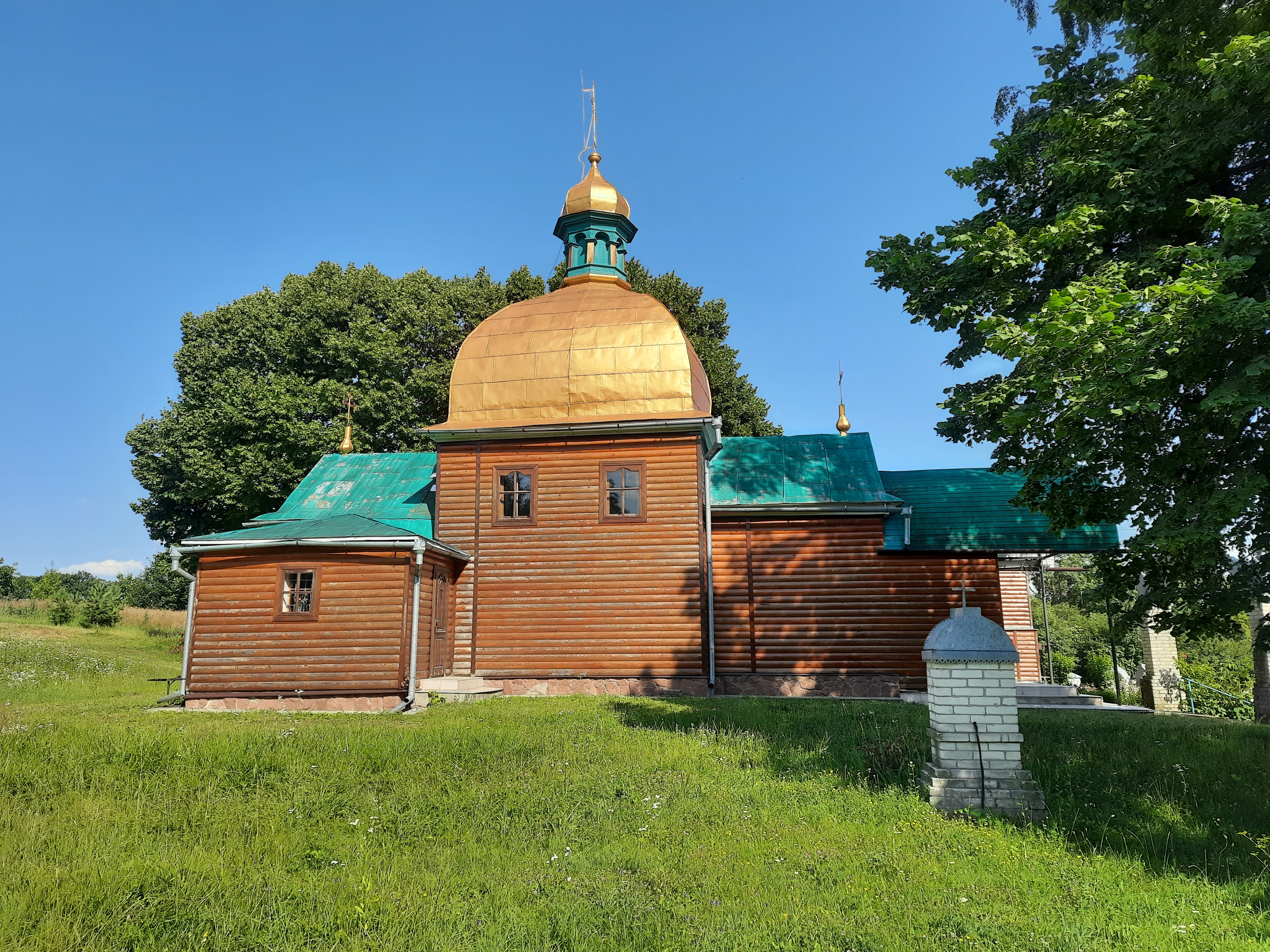
Церква Святого Юрія
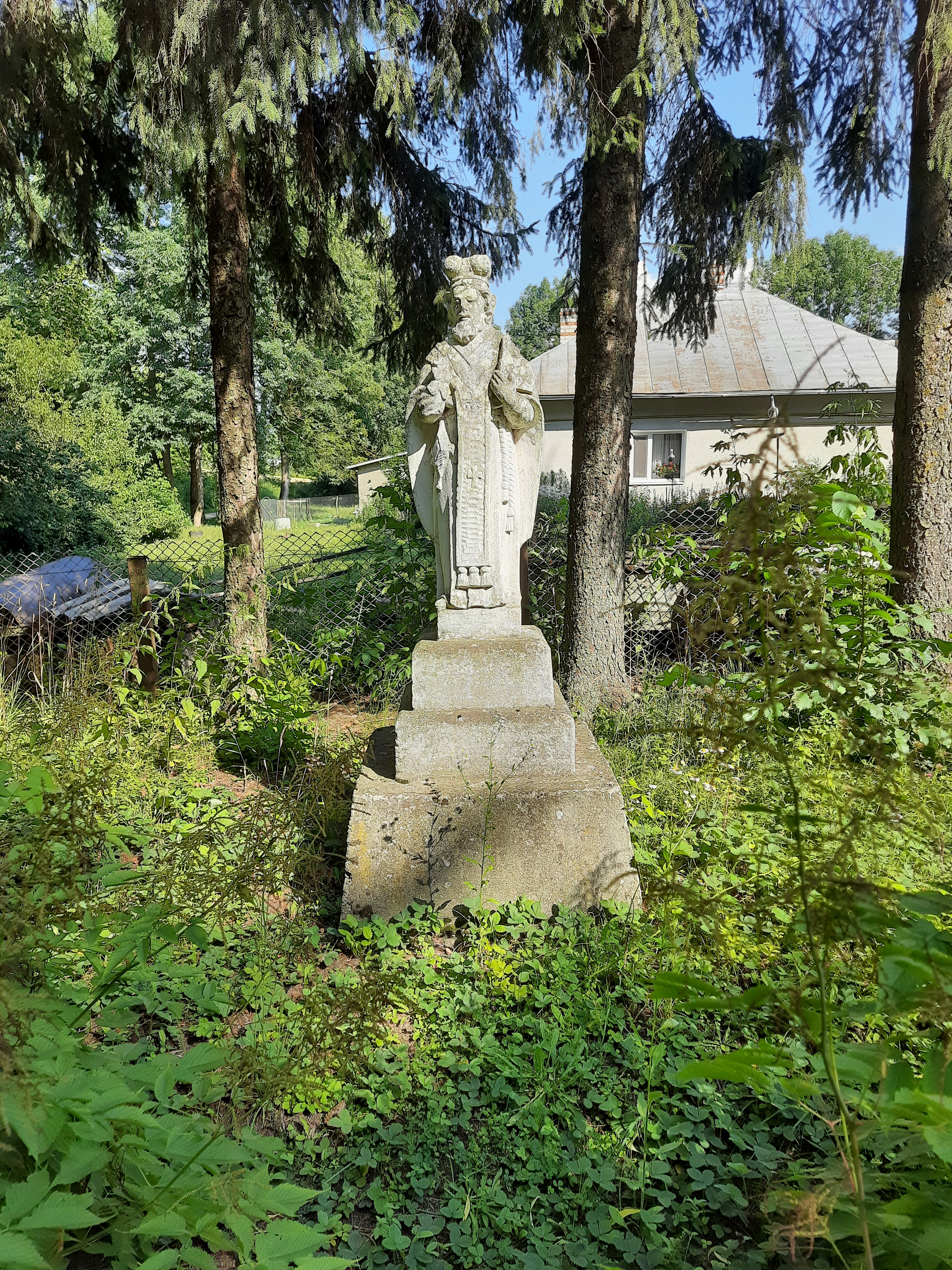
Статуя Святого Миколая
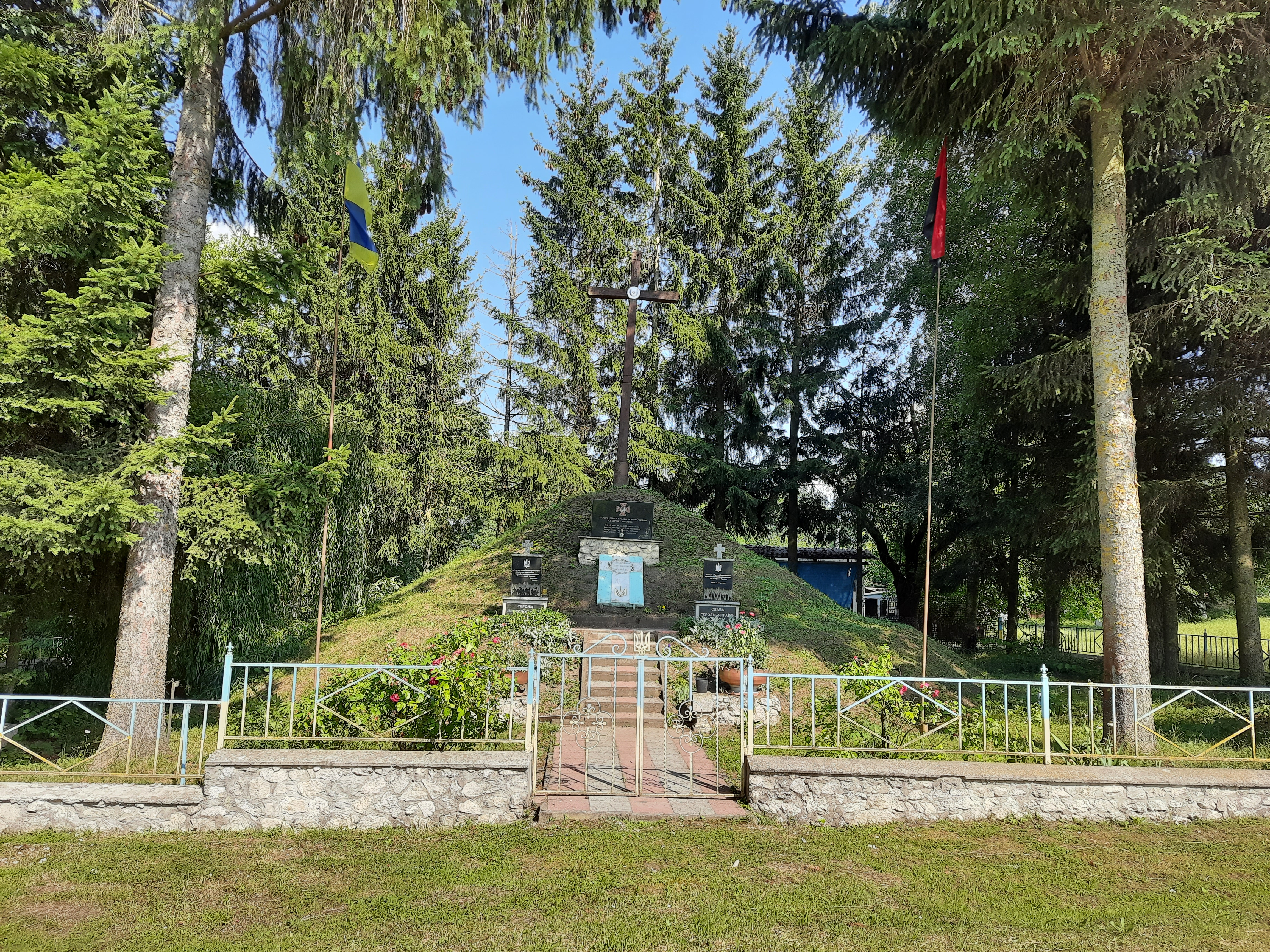
Символічна могила Борцям за волю України.